# Кайгородское
Кайгородское — село в Пригородном районе Свердловской области России. Входит в муниципальный округ Горноуральский, управляется Южаковской территориальной администрацией.
Ранее было центром Кайгородского сельсовета Пригородного района.

## География
Село Кайгородское расположено в 74 километрах к востоко-юго-востоку от города Нижнего Тагила (в 91 километре по автодорогам), на обоих берегах реки Шиловки (правого притока Ямбарки, бассейна реки Нейвы). Рядом с селом на Шиловке образован пруд. Местность холмиста и покрыта лесом, преимущественно хвойным, благодаря чему климат благоприятен для здоровья. Почва каменистая.

## История
Село было основано в начале XVII века и получило название от имени татарского воина Кая, основавшего своё поселение, в котором жили беглые демидовские крепостные. Их основными занятиями были земледелие, животноводство, охота и рыбалка. В 1885 году в селе было открыто трёхклассное училище, в 1906 году для училища построен дом. В 1889 году основано кредитное товарищество. До 1764 года деревня Кайгородская принадлежала к Мурзинскому приходу, а в 1754—1860 годах — к Липовскому. С 1860 года в селе открыт свой приход. В 1860—1870 годах в состав Кайгородского прихода входили деревня Кучка, отделённая от Липовского прихода и деревня Корнилова, отделённая от Мурзинского прихода. В 1870 году к Кайгородскому приходу была присоединена ещё деревня Мостовая из Черемисского прихода. Численность населения прихода в 1900 году составила 1106 мужского и 1095 женского пола. Все прихожане русские, по сословию — крестьяне. Главным занятием в начале XX века было хлебопашество и работа на приисках, в рудниках, в куренях и т. д..

## Церковь Параскевы Пятницы

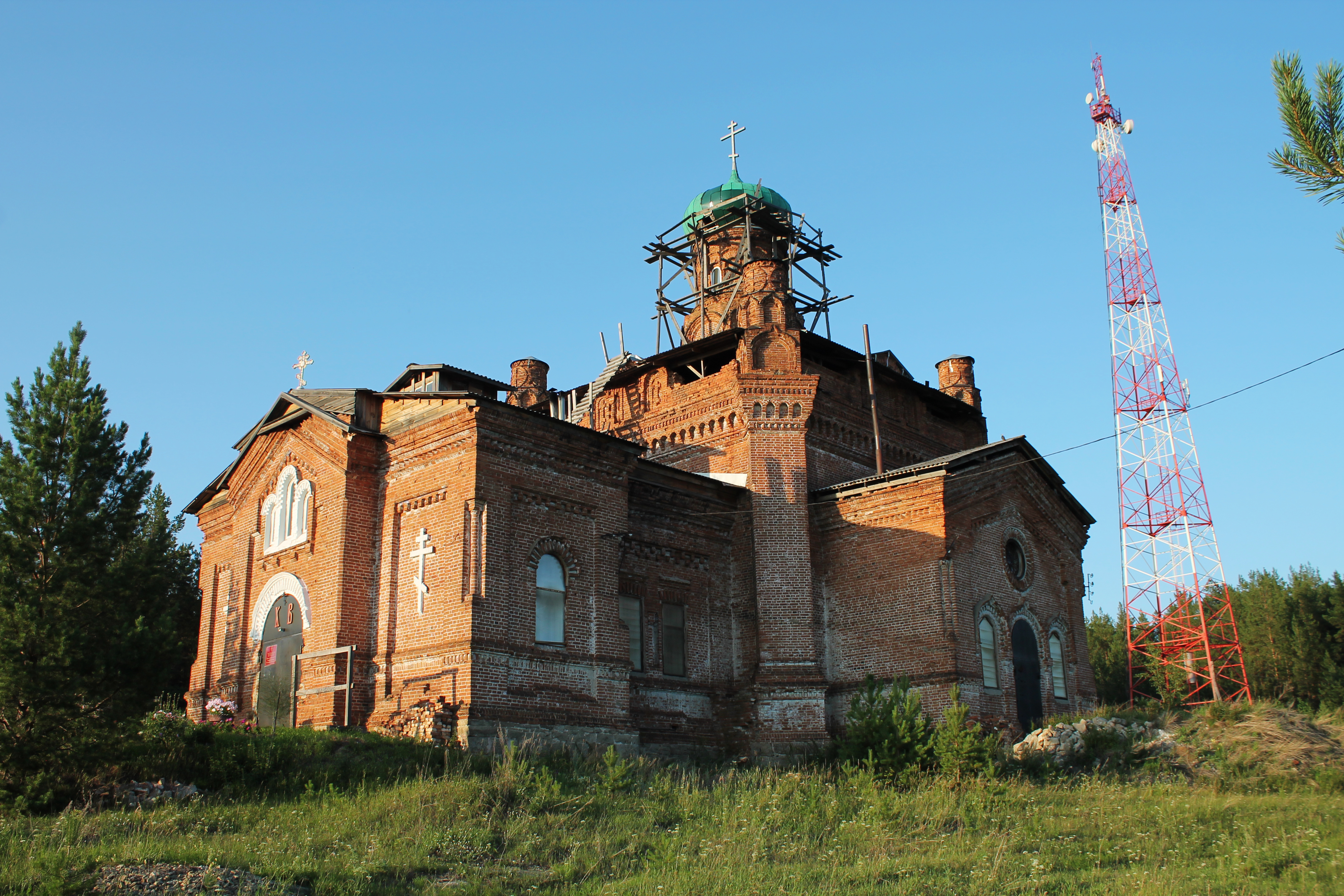
Церковь Параскевы Пятницы

В 1854 году была заложена деревянная, однопрестольная церковь на каменном фундаменте на месте явления чудотворной иконы Великомученицы Параскевы (в 1900-х годах икона находилась в селе Мурзинском), где ранее стояла деревянная часовня во имя той же Великомученицы Параскевы. Часовня была разобрана, а материал пошёл на строительство новой церкви. Часть материалов жителям села Кайгородского была пожертвована жителями села Липовского от своей старой сельской церкви. Церковь была построена в 1860 году и освящена во имя великомученицы Параскевы 7 ноября 1861 года. В 1888 году церковь была перестроена и значительно повышена (с 7 до 12 сажень высоты) колокольня, в 1883 году сделан новый иконостас, в 1891 году была произведена капитальная перестройка и ремонт внутри храма. Для священнослужителей прихода были два деревянных дома и корпус торговых деревянных лавок с амбаром. Кроме обычных крестных ходов, в приходе совершался особый крестный ход из села Кайгородского в село Мурзинское за иконою Великомученицы Параскевы. До 1880 года этот крестный ход совершался в разное время после Пасхи. В 1880 года установился определённый обычай приносить из села Мурзинскаго икону в шестой Воскресный день по Пасхе в село Кайгородское. Икона стоит в Кайгородском храме до недели Всех Святых, а после литургии при большем стечении богомольцев из соседних приходов икона с торжественностью обратно уносилась в село Мурзинское. Сей обычай — древний, так в документах Мурзинской Сретенской церкви сообщается: «4 июня 1710 года ходили со святыми иконами к часовне Великомученицы Параскевы в деревню Кайгородскую».
После постройки новой каменной Параскевинской церкви деревянная стала приписной и в 1930-е годы была закрыта.
В 1900 году была заложена каменная, однопрестольная церковь, которая была освящена во имя великомученицы Параскевы 14 октября 1913 года. Новая церковь была закрыта в 1940 году. Храм Параскевы Пятницы была вощвращён Русской православной церкви в 1995 году.
К настоящему времени колокольня, декор и росписи в храме не сохранились, фасады здания декорированы фигурной кирпичной кладкой.

## Инфраструктура
В селе работают школа № 18, детский сад «Рябинушка», фельдшерско-акушерский пункт.
Добраться до посёлка можно на автобусе из Нижнего Тагила и Алапаевска.

## Население
| 2002 | 2010 | 2021 |
| ---- | ---- | ---- |
| 504  | ↘461 | ↘307 |